# Lili Yan Ing
Lili Yan Ing es una economista indonesia. Ha sido la asesora principal del ministro de Comercio de Indonesia desde noviembre de 2017.
Fue asesora principal sobre Comercio e Inversiones en la Oficina del presidente de la República de Indonesia de 2015 a 2016. Anteriormente, fue economista sénior en el Instituto de Investigación Económica para la ASEAN y Asia Oriental ERIA,  y asesora sénior en Comercio e Inversión para la región del Sudeste Asiático de 2012 a 2015, y economista del Banco Mundial, desde 2009. a 2012.
También enseña Comercio Internacional en la Universidad de Indonesia y da conferencias públicas sobre comercio, habla en foros internacionales como simposios de la OMC,  reuniones internacionales de expertos de NTM,  la Cumbre Empresarial de Asia Oriental, la Cumbre de Negocios e Inversión de la ASEAN, y participa en las negociaciones de la RCEP,     ASEAN – EE. UU., ASEAN – UE, reuniones de altos funcionarios económicos de la ASEAN y reuniones del Grupo de trabajo de alto nivel de la ASEAN,  e imparte capacitaciones y discursos en un Número de conferencias relacionadas con el Sudeste Asiático. También es colaboradora frecuente de los principales periódicos, incluidos, entre otros, The Diplomat,   Asian Nikkei Review  y Jakarta Post.   